# NGC 765
NGC 765 este o galaxie spirală situată în constelația Berbecul. A fost descoperită în 8 octombrie 1864 de către Albert Marth. Se află la o distanță de 68,66 de megaparseci de Pământ.